# Kad te moja čakija ubode
Kad te moja čakija ubode je hrvatski kratkometražni film iz 1968. godine.
U filmu ubojice i svjedoci, kao i rodbine žrtava iz raznih mjesta, pričaju svoja svjedočanstva tragičnih događaja.

## Nagrade
- Festival jugoslovenskog dokumentarnog i kratkometražnog filma, Beograd ’69. – Grand prix za najbolji dokumentarni film (ex aequo).
- Festival al Filmului Balcanic, Mamaia ’70. – Diploma UNESCO.[1]